# Tabarín
Tabarín är en udde i Antarktis. Den ligger i Västantarktis. Argentina, Chile och Storbritannien gör anspråk på området.
Terrängen inåt land är kuperad, och sluttar norrut. Trakten är glest befolkad. Närmaste befolkade plats är Esperanza Base, 14,8 kilometer norr om Tabarín. 